# Bryshon Nellum
Bryshon Lorenzo Nellum (né le 1er mai 1989 à Los Angeles) est un athlète américain, spécialiste du 400 mètres.

## Biographie
En 2008, il reçoit trois balles dans les jambes lors d'une fusillade qui éclate à proximité du campus de l'Université de Californie du Sud.
En 2012, lors des sélections olympiques américaines de Eugene, Bryshon Nellum obtient sa qualification pour les Jeux de Londres en terminant troisième de l'épreuve du 400 m, derrière LaShawn Merritt et Tony McQuay. Il établit à cette occasion un nouveau record personnel en 44 s 80, descendant pour la première fois de sa carrière sous les 45 secondes. Lors des Jeux olympiques de 2012, à Londres, il remporte la médaille d'argent du relais 4 × 400 m en compagnie de Joshua Mance, Tony McQuay et Angelo Taylor. L'équipe des États-Unis, qui établit son meilleur temps de la saison en 2 min 57 s 05, est devancé par les Bahamas.
En juin 2013, Bryshon Nellum décroche son premier titre NCAA à Eugene en s'imposant en finale dans le temps de 44 s 73 (record personnel). 4e des Championnats des États-Unis de 2015, en 45 s 18, il se qualifie pour l'épreuve individuelle et le relais 4 x 400 des Championnats du monde à Pékin.

### Palmarès
| Date | Compétition                        | Lieu      | Résultat | Performance |
| ---- | ---------------------------------- | --------- | -------- | ----------- |
| 2005 | Championnats du monde cadets       | Marrakech | 3e       | 400 m       |
| 2005 | Championnats du monde cadets       | Marrakech | 1er      | 4 × 400 m   |
| 2006 | Championnats du monde juniors      | Pékin     | 1er      | 4 × 400 m   |
| 2007 | Championnats panaméricains juniors | São Paulo | 1er      | 400 m       |
| 2007 | Championnats panaméricains juniors | São Paulo | 2e       | 4 × 400 m   |
| 2012 | Jeux olympiques                    | Londres   | 2e       | 4 × 400 m   |
| 2015 | Championnats du monde              | Pékin     | 1er      | 4 × 400 m   |

### Records
| Épreuve | Performance | Lieu        | Date         |
| ------- | ----------- | ----------- | ------------ |
| 200 m   | 20 s 23     | Los Angeles | 12 mai 2013  |
| 400 m   | 44 s 65     | Pékin       | 23 août 2015 |